# Clear Sky
『Clear Sky』（クリア・スカイ）は、椎名へきるの12枚目のオリジナルアルバム。

## 解説
- 前作から1年3か月ぶりとなる通算12枚目のオリジナルアルバム。引き続き木根尚登のプロデュースで前作から参加の木根、木村建、中山加奈子、大坪稔明、また10thアルバム『10 Carat』以来となるDAITAが参加。今作で初参加となった人物は西田賢太郎、羽岡佳、松本泰幸の3名。
- 31stシングル「メモリーズ」、32ndシングル「ラヴ・ジェット・コースター」、33rdシングル「旅立ちの唄」を収録。また1曲目の「熱風」は34thシングルとして先行して今作からシングルカットされた。うち「メモリーズ」は歌詞カード及びCDジャケットに表記はないがシングルとは別音源で収録されている。
- 作詞は椎名自身が11曲中約半分の6曲で参加しているほか、中山が4曲、木根が1曲担当している。なお木根が作詞で参加した「Happy Birthday〜愛のランナー〜」は木根自身がハワイで行われているホノルルマラソンに2004年大会に参加して8時間かけて完走した体験が元になっている。
- 初回盤に付属のDVDには、2005年4月17日にSHIBUYA-AXで行われたライブのダイジェストが収録されている。

## 収録曲
| #         | タイトル                           | 作詞       | 作曲       | 編曲      | 時間  |
| --------- | ---------------------------------- | ---------- | ---------- | --------- | ----- |
| 1.        | 「熱風」                           | 中山加奈子 | 木根尚登   | 大坪稔明  | 4:11  |
| 2.        | 「Clear Sky」                      | 中山加奈子 | DAITA      | DAITA     | 3:56  |
| 3.        | 「BLACK MONEY」                    | 椎名へきる | 木村建     | 木村建    | 4:07  |
| 4.        | 「幻想の雪」                       | 椎名へきる | 西田賢太郎 | 大坪稔明  | 4:48  |
| 5.        | 「このまま」                       | 椎名へきる | 木根尚登   | 大坪稔明  | 5:16  |
| 6.        | 「あなたがいるから」               | 椎名へきる | DAITA      | DAITA     | 4:43  |
| 7.        | 「Happy Birthday〜愛のランナー〜」 | 木根尚登   | 木根尚登   | 大坪稔明  | 3:56  |
| 8.        | 「ロックンロール・ラヴレター」     | 中山加奈子 | 木村建     | 木村建    | 3:26  |
| 9.        | 「旅立ちの唄」                     | 椎名へきる | 伊東大和   | 大坪稔明  | 4:18  |
| 10.       | 「ラヴ・ジェット・コースター」     | 中山加奈子 | 羽岡佳     | 大坪稔明  | 4:51  |
| 11.       | 「メモリーズ」                     | 椎名へきる | 松本泰幸   | 十川知司  | 4:35  |
| 合計時間: | 合計時間:                          | 合計時間:  | 合計時間:  | 合計時間: | 48:07 |